# Chiyonofuji Mitsugu
Chiyonofuji Mitsugu (千代の富士 貢?), pseudonimo di Mitsugu Akimoto (秋元 貢?, Akimoto Mitsugu; Hokkaidō, 1º giugno 1955 – Tokyo, 31 luglio 2016), è stato un lottatore di sumo giapponese.
È diventato il 58º yokozuna della storia di questo sport.

## Biografia
Chiyonofuji è stato uno dei più forti combattenti di sumo del suo periodo: vinse infatti 31 tornei e fu terzo dietro a Taihō, superati entrambi largamente dal più grande yokozuna di tutti i tempi, il mongolo Hakuho Sho (45 tornei vinti fino a luglio 2021). Facevano impressione la sua longevità e la sua continuità (rimaneva sempre nei primissimi posti del ranking del sumo in tutti i periodi dell'anno), e queste caratteristiche lo resero praticamente imbattibile per molti anni. In particolare, egli ha vinto molti più tornei dopo aver compiuto trenta anni, contrariamente ai grandi lottatori attuali, anche yokozuna, che invece a trenta anni si sono già ritirati. Inoltre, egli è uno dei pochissimi lottatori di sumo ad aver vinto più di 1000 incontri, di cui circa 800 affrontati nel Makuuchi, la categoria più prestigiosa di questo antico sport giapponese.
In uno sport dove il peso è da considerare assolutamente fondamentale, Chiyonofuji era abbastanza "magro", fermandosi al peso di 125 chilogrammi e a 1 metro e 85 centimetri di statura. Per vincere gli incontri, inventò una tattica tutta particolare: con le mani bloccava ventre e torace dell'avversario, con un piede faceva perno sull'inguine del rivale mentre con il muscolo più forte della gamba sgambettava l'avversario, che inesorabilmente finiva al tappeto. Questa tecnica, a suo tempo rivoluzionaria, è stata in seguito copiata da tutti i grandi lottatori, inclusi Akebono, Kaio e Asashōryū. Era soprannominato "il lupo" a causa dei comportamenti rituali con cui irritava e al tempo stesso intimoriva gli avversari nel pre-gara.
Dopo il suo ritiro agonistico, avvenuto nel 1993, egli divenne il capo o presidente (oyakata in giapponese) del Kokonoe-beya, che si potrebbe definire come una delle squadre di sumo giapponesi. Da quel momento, ha adottato il nome di Kokonoe-oyakata. Durante la sua presidenza, il Kokonoe-beya è riuscito a sfornare grandi lottatori, e due di essi, Chiyotaikai e Chiyotenzan, sono riusciti nel marzo del 2005, ad entrare nella divisione principale del sumo. 
È deceduto a causa di un cancro al pancreas nel 2016.

## Riconoscimenti
- People's Honour Award, 1989
- Ordine del Sol Levante, III classe, 2016 (postumo)
- Junior Fourth Rank, 2016, postumo